# Fortuna kasjera Śpiewankiewicza
Fortuna kasjera Śpiewankiewicza – powieść Andrzeja Struga z 1928 roku. 

## Treść
Prosty kasjer Hieronim, za namową pięknej Ady, defrauduje dla niej znaczną kwotę pieniędzy i w konsekwencji zostaje o nic nie podejrzewanym jej właścicielem. Za sprawą pieniędzy zmienia się jego mentalność. Wchodzi w środowisko potężnych oszustów i staje się jednym z nich. 

## Ekranizacje
- Niebezpieczny romans - film z 1930 roku
- Fortuna - film z 1972 roku